# St. Erhard (Oberahrain)

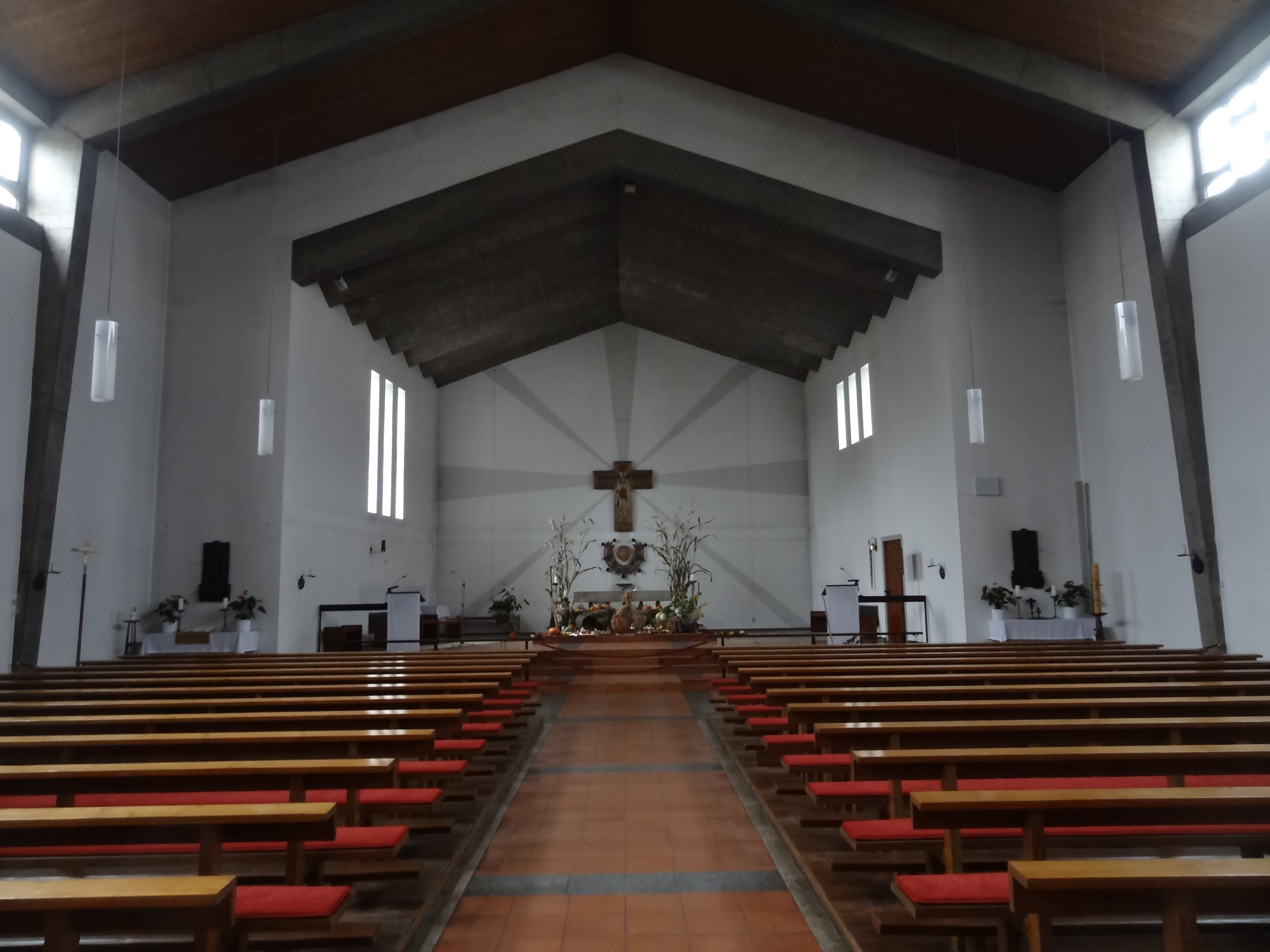
Innenansicht der Pfarrkirche St. Erhard gegen Osten

Die römisch-katholische Pfarrkirche St. Erhard in Oberahrain, einem Ortsteil der Marktgemeinde Essenbach im niederbayerischen Landkreis Landshut, ist ein moderner Kirchenbau, der in den Jahren 1962/1963 errichtet wurde. Er ist dem heiligen Erhard von Regensburg geweiht.

## Patrozinium
Der heilige Erhard war Wanderbischof aus dem 8. Jahrhundert, der hauptsächlich im Elsass und nahe Regensburg wirkte. Er gilt heute neben den Heiligen Wolfgang und Emmeram als dritter Diözesanpatron Regensburgs. Sein Gedenktag und somit Patroziniumsfest der Kirche ist am 8. Januar.

## Geschichte
Der starke Zuzug in die Gemeinde Ohu nach dem Zweiten Weltkrieg führte zur Erschließung neuer Siedlungsgebiete, unter anderem in Oberahrain. Dadurch stieg auch die Anzahl der Katholiken in der Pfarrei Altheim bei Landshut, der Ohu und die umliegenden Ortschaften angehörten, stark an. Deshalb konnte die Pfarrkirche die Vielzahl der Gläubigen kaum mehr fassen, der umliegende Friedhof wurde zu klein. Da sich inzwischen Oberahrain zum größten Ortsteil der Gemeinde Ohu entwickelt hatte, sollte dort eine eigenständige Pfarrei samt Kirche und Friedhof errichtet werden. Dies geht aus einem Brief des Ohuer Bürgermeisters Zöttl und des Altheimer Pfarrers Gehwolf vom 1. Februar 1962 an das Bischöfliche Ordinariat in Regensburg hervor. Dieses stimmte dem Bau von Pfarrkirche und Friedhof zu; ein Pfarrhaus war zunächst nicht vorgesehen.
Daraufhin wurde umgehend ein Kirchenbauverein gegründet, der von der Kirchenstiftung Altheim und der Gemeinde Ohu mit jeweils 10.000 D-Mark ausgestattet wurde. Bald war ein Grundstück gefunden, das der damalige Bischof Michael Buchberger noch kurz vor seinem Tod besichtigte, wobei er sich lobend über den Standort äußerte. Die Gemeinde Ohu stellte außerdem 50.000 D-Mark zur Verfügung, damit trotz der Absage aus Regensburg ein Pfarrhaus erbaut werden konnte. Aufgrund der Kostenersparnis erstellte das Architekturbüro Stadlbauer die Pläne für einen Gesamtkomplex aus Kirche, Pfarrhaus und Gemeindezentrum. Erst nach zähen Verhandlungen stimmte das Ordinariat auch dem Bauhof eines Pfarrhauses zu und überwies Anfang März 1962 25.000 D-Mark als Zuschuss für den Bau.
Am 10. März 1962 erfolgte in einem feierlichen Rahmen der erste Spatenstich; zwei Tage später begannen die Bauarbeiten. Am Sonntag, den 6. Mai 1962 erfolgte im Beisein von Domkapitular Kuffner die Grundsteinlegung. Am 17. November 1962 wurde das Richtfest gefeiert; zahlreiche Persönlichkeiten der lokalen Prominenz waren dazu anwesend. Am 25. November 1963 war der Kirchenbau weitgehend fertiggestellt und erhielt von Domkapitular Erhardsberger die Benediktion. Bereits am 30. September 1963 waren die Glocken geweiht und tags darauf aufgezogen worden. Zum 1. Juli 1964 wurde die Pfarrkuratie Ahrain von der Mutterpfarrei Essenbach abgespalten; der Seelsorgebereich umfasst seither in etwa das Gebiet der damaligen Gemeinde Ohu.  Am 19. Juli 1964 wurde die Kirche von Weihbischof Josef Hiltl geweiht. Zum 1. Januar 1967 wurde Ahrain zur eigenständigen Pfarrei erhoben.
Im Jahr 2021 erfolgte eine Innenrenovierung für rund 1,29 Millionen Euro. Dabei wurden unter anderem alle Wandflächen neu getüncht, die Holzdecke, Kirchenbänke und Emporenbrüstung gereinigt und neu eingelassen, ein neuer Natursteinbelag im Altarraum verlegt, flächenbündige Kirchenbankpodeste errichtet, eine warmwasserbetriebene Sitzbankheizung und eine Fußbodenheizung im Presbyterium eingebaut sowie die gesamte Beleuchtung auf LED umgestellt. Die Kreuzwegstationen und die Seitenaltäre aus Bronzeplatten wurden gereinigt. Das Kreuz hinter dem Altar und der Tabernakel wurden an einer 5,65 Meter hohen Stele aus Glasfaserbeton angebracht, deren Erscheinungsbild – wie erst nach Fertigstellung der Maßnahme festgestellt wurde – sich mit der Luftfeuchtigkeit verändert. Der Veldener Bildhauer Josef Sailstorfer schuf einen neuen Ambo und einen neuen Taufstein aus fränkischem Muschelkalk, passend zum bestehenden Volksaltar.

## Beschreibung
Bei dem modernen Kirchenbau handelt es sich um eine nach Osten ausgerichtete Saalkirche mit Satteldach und einem Tragwerk aus Beton-Fertigteilen. An den eingezogenen Chor ist auf der Südseite die Sakristei angebaut. Nördlich der Kirche befindet sich der Pfarrfriedhof; die großzügige Anlage reicht bis zur Bahnstrecke Landshut–Plattling.

### Orgel

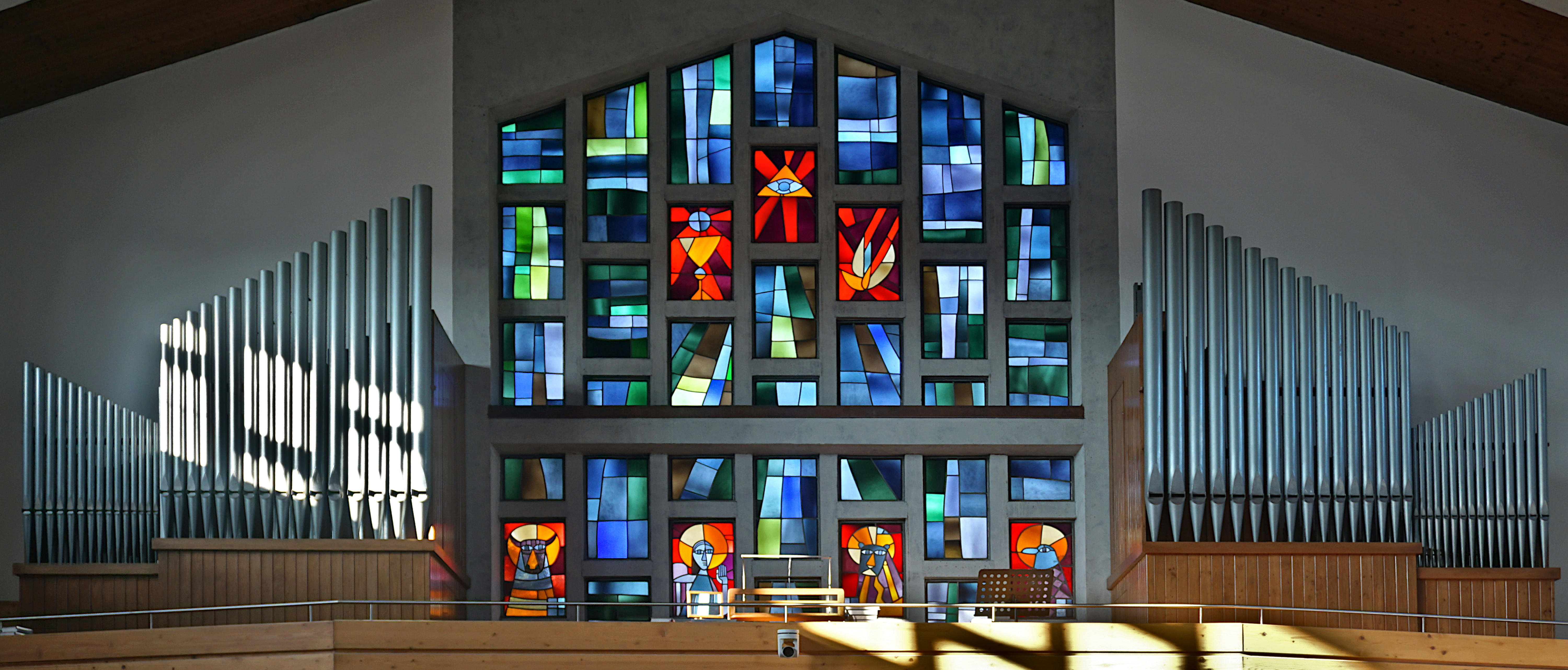
Die Orgel

Die Orgel der Pfarrkirche St. Erhard wurde im Jahr 1967 von Michael Weise aus Plattling erbaut. Das Kegelladeninstrument mit elektrischer Spiel- und Registertraktur, das einen Freipfeifenprospekt besitzt, umfasst 14 Register auf zwei Manualen und Pedal. Die Disposition lautet wie folgt:
| I Manual C–g3 |              |       |
| 1.            | Principal    | 8′    |
| 2.            | Spitzflöte   | 8′    |
| 3.            | Kleingedackt | 4′    |
| 4.            | Octav        | 2′    |
| 5.            | Mixtur IV    | 1 ⁄3′ |

| II Manual C–g3 |                 |       |
| 6.             | Salicional      | 8′    |
| 7.             | Gedackt         | 8′    |
| 8.             | Principal       | 4′    |
| 9.             | Nachthorn       | 2′    |
| 10.            | Sesquialtera II | 2 ⁄3′ |
| 11.            | Scharf IV       | 1′    |

| Pedal C–f1 |             |     |
| 12.        | Subbaß      | 16′ |
| 13.        | Offenbaß    | 8′  |
| 14.        | Choralflöte | 4′  |

- Koppeln: II/I, II/P, I/P

### Glocken
Die Pfarrkirche besitzt einen freistehenden Glockenturm – einen sogenannten Campanile, wie er bei modernen Kirchen öfter zu finden ist – mit drei Glocken. Die größte hat ein Gewicht von 1025 Kilogramm und trägt die Inschrift Sancte Erharde, pasce Gregem tuum (lat. „Hl. Erhard, hüte deine Herde“). Die mittlere Glocke wiegt 700 Kilogramm; ihre Inschrift lautet „Salve Regina“ (lat. „Gegrüßet seist du Königin“). Die kleinste Glocke, die als Sterbeglocke fungiert, ist 525 Kilogramm schwer und trägt die Inschrift „Pie Jesu Domine, Dona eis Requiem“ (lat. „Du guter Herr Jesus, gib ihnen Ruhe“).